# Park Narodowy Itatiaia
Park Narodowy Itatiaia – najstarszy park narodowy w Brazylii, utworzony 14 czerwca 1937. Leży na terenie pasma Serra da Mantiqueira, na granicy stanów Rio de Janeiro i Minas Gerais. Jego powierzchnia wynosi 300 km². Od roku 2008 uznawany jest za ostoję ptaków IBA.
Początkowo park stanowił obszar stacji biologicznej Ogrodu Botanicznego w Rio de Jaineiro. Po utworzeniu w roku 1937 park liczył 120 km² powierzchni; do 300 km² został poszerzony w roku 1982.

## Warunki naturalne

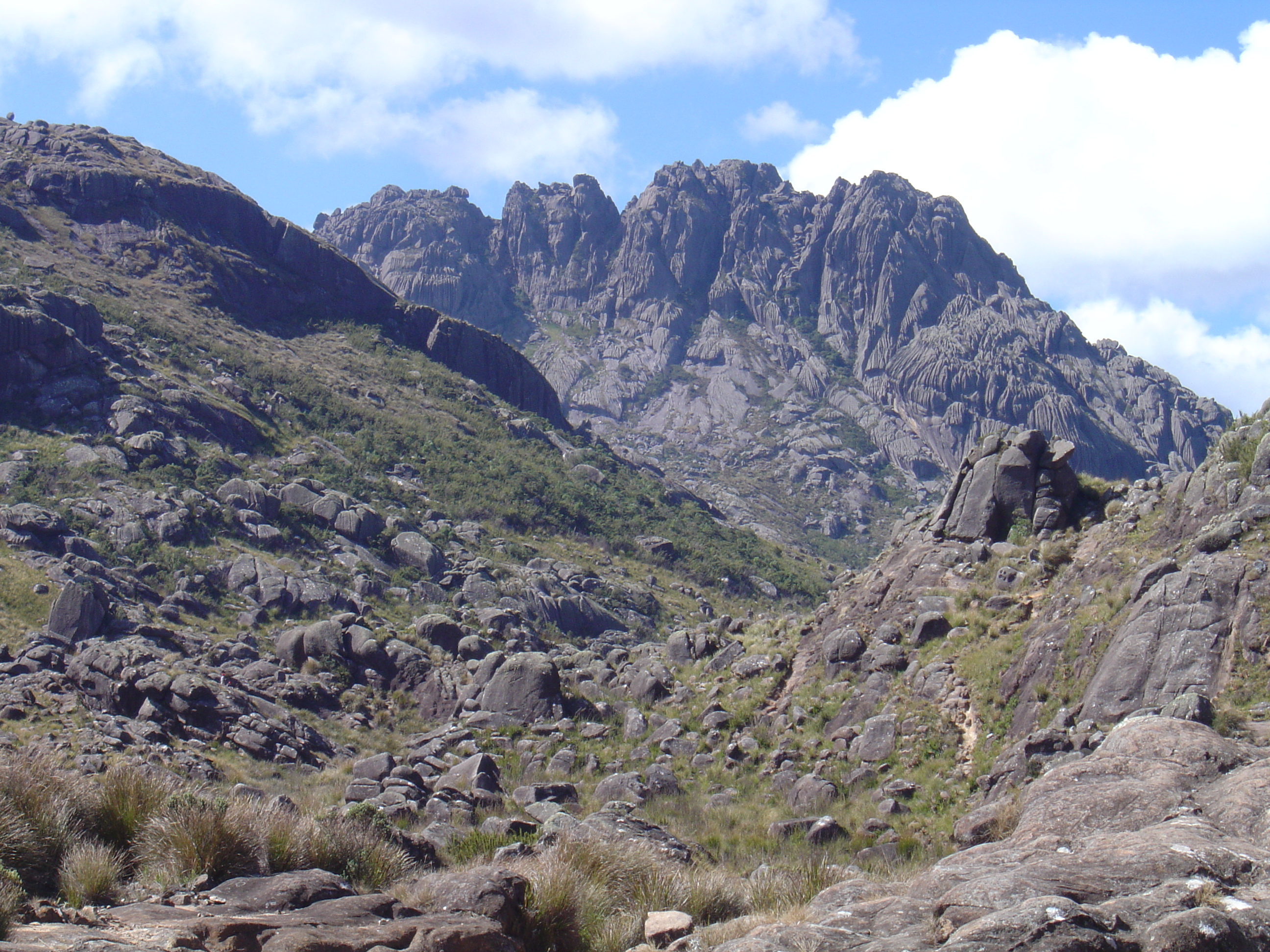
Agulhas Negras

Park obejmuje góry i łagodne pofałdowane wzgórza. Leży na wysokości od 600 do 2787 m n.p.m. Najwyższym szczytem jest Agulhas Negras. Ulokowany jest w odległości około 112 km od morza. Park znajduje się w obszarze ekoregionu Mata Atlântica. W niskiej i nieco wyższej części parku występuje w większości nienaruszony działalnością ludzką las deszczowy. Na południowych zboczach gór do wysokości 1100 m n.p.m. przeważają górskie lasy. Ze względu na dawną obecność ludzką są to w większości lasy wtórne. Na większych wysokościach występuje nadal las górski albo też las mglisty: na zboczach południowych na wysokości 1100–2000 m, na północnych 1500–2200 m, zaś na zachodnich do 2700 m n.p.m.
Lato łagodne. W zimie możliwe przymrozki, temperatura spada do –15 °C, a w wyższych partiach mogą wystąpić krótkie opady śniegu. Najcieplejszym miesiącem jest styczeń, temperatura wynosi wtedy średnio +13 °C, zaś najzimniejszym – lipiec ze średnią temperaturą +8 °C. Okres intensywnych deszczów trwa od października do kwietnia.
W parku znajduje się jezioro Blue Lake, utworzone przez rzekę Campo Bello River – główny ciek parku. Ponadto są tu wodospady, np. Véu da Noiva Waterfall o wysokości 40 m oraz pomniejsze, jak Poranga Waterfall i Itaporani Waterfall.
Do głównych formacji skalnych należą Três Picos – „trzy szczyty” – na wysokości 1662 m n.p.m., umiejscowione we wschodniej części parku, oraz Agulhas Negras – „czarne igły”, leżące nieco na wschód od północnego wejścia parku, wznoszące się na wysokość ponad 2743 m n.p.m.

## Flora

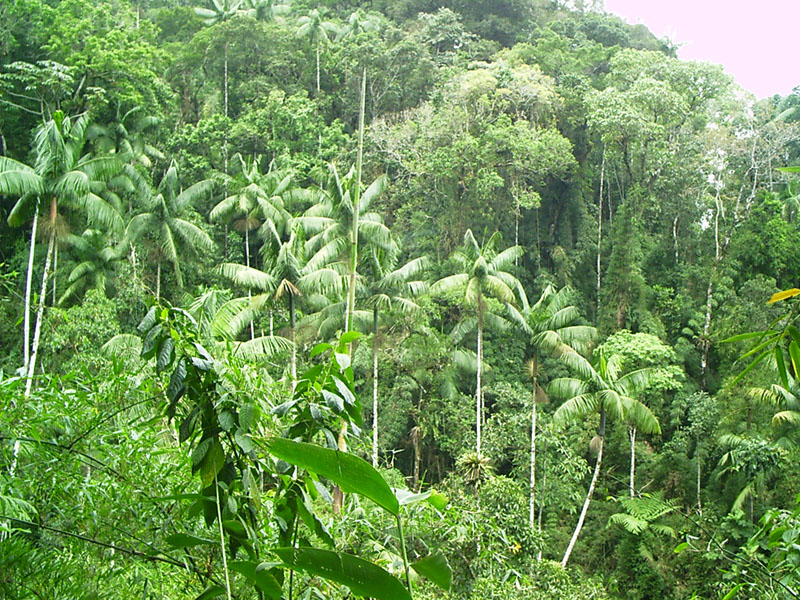
Roślinność parku. Widoczne arekowce

Na obszarze parku stwierdzono 163 gatunki roślin endemiczne dla Brazylii, z czego 94 występują w wyższych partiach górskich. Występuje tu np. peperomie (Peperomia) – Peperomia alata, Peperomia arifolia, Peperomia augescens, Peperomia blanda, Peperomia trineura oraz inne – łącznie 31 gatunków z tego rodzaju. Z rodziny pieprzowatych występują tu również przedstawiciele Manekia – Manekia obtusa i Piper – 28 gatunków, np. Piper cubataonum i Piper abutiloides. Z roślin niedrzewiastych wymienić można np. Paepalanthus gleasonii (niedotrawowate) i tabebuje, nazywane potocznie Ipês. Występują także arekowce, jak euterpy (Euterpe) i inne drzewa, jak cypry, Caesalpinia ferrea (znane jako „pau-ferro”) i Myrocarpus frondosus („cabreúva”). Miejscami rośnie araukaria brazylijska (Araucaria angustifolia), w większości jednak została wycięta. Z rodziny bromeliowatych występuje m.in. endemiczny przedstawiciel Fernseca oraz endemit z rodziny zaczerwniowatych – Itatiaia cleistopetala. Na płaskowyżu Itatiaia Plateau przeważają trawy, np. bambus Chusquea pinifolia, Cortaderia modesta; poza trawami rosną na płaskowyżu na przykład Baccharis discolor (astrowate), Roupala impressiuscula (srebrnikowate), Rapanea gardneriana (Myrsinaceae) i Paepalanthus polyanthus (niedotrawowate).

## Fauna
W parku występuje 64 gatunków płazów. Jednym z barwniejszych jest czarny z wierzchu i czerwony od spodu Melanophryniscus moreirae. Liczbę gatunków owadów w parku oszacowano na około 5000, z czego około 90 występuje jedynie na większych wysokościach. Gatunków ssaków w Itatiaia jest 67. Należą do nich m.in. pampasowiec grzywiasty (Chrysocyon brachyurus), małpy muriki pajęczy (Brachyteles arachnoides) i kapucynka czubata (Cebus apella).

### Awifauna

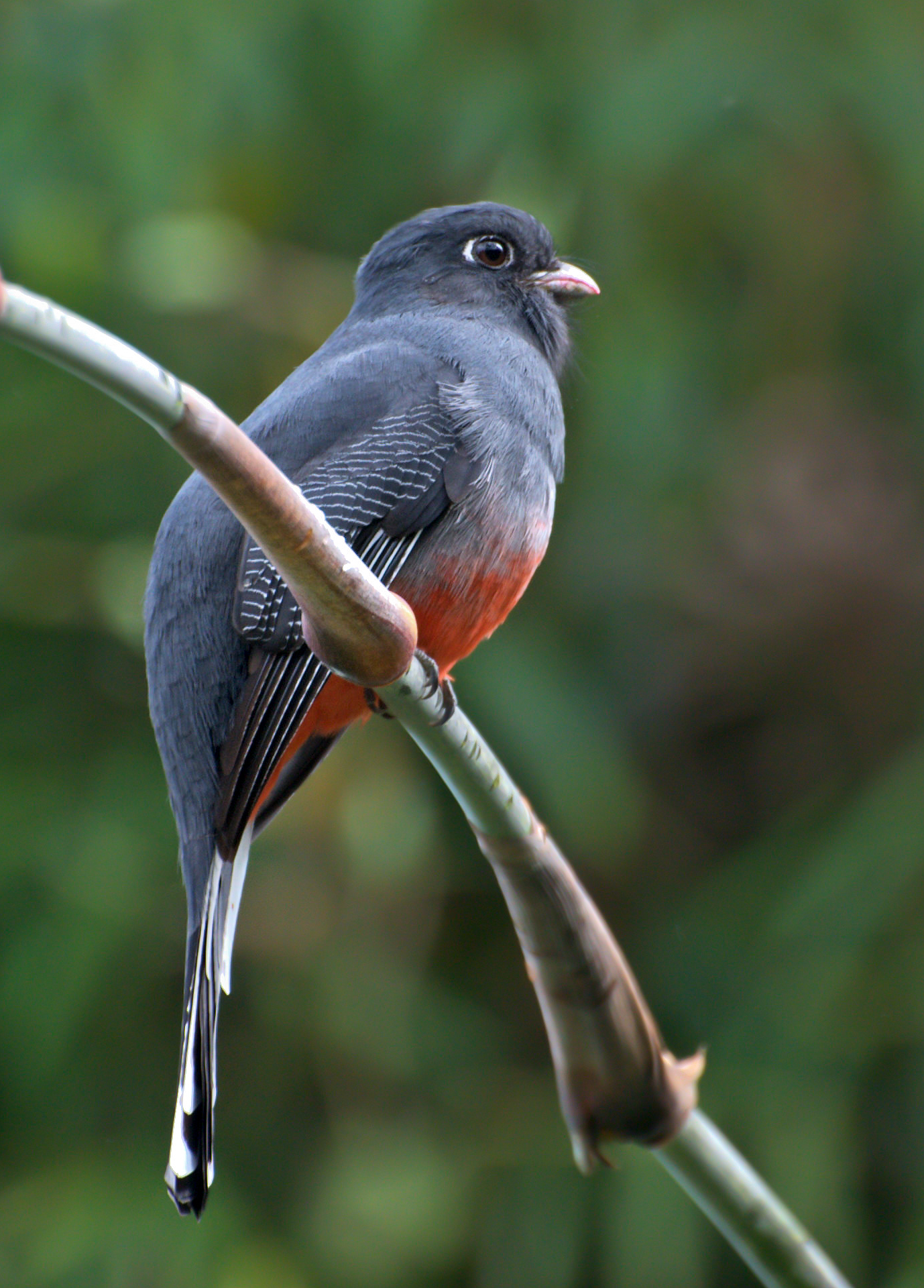
Trogon czerwonobrzuchy, Trogon surrucura, sfotografowany w parku

Ostoję ptaków IBA utworzono ze względu na 123 gatunki ptaków – na terenie parku jest ich 360. Obszar ostoi jest tożsamy z obszarem parku. Wśród ptaków uznanych za „trigger species” jedynym krytycznie zagrożonym wyginięciem jest gołąb siniaczek paskowany (Claravis geoffroyi), a jedynym zagrożonym papuga barwniczka brunatnorzbieta (Touit melanonotus). Z gatunków narażonych występuje krzykaczyk czarnołbisty (Piprites pileata), smukłodziobek widłosterny (Hemitriccus furcatus), królówka brazylijska (Onychorhynchus swainsoni), śliniacznik (Biatas nigropectus), ziarnojadek duży (Sporophila frontalis) i ziarnojadek sierpodzioby (S. falcirostris). Gatunków bliskich zagrożenia jest więcej i są to między innymi kusacz samotny (Tinamus solitarius), białostrząb płaszczowy (Pseudastur polionotus), ara marakana (Primolius maracana), tukaniec (Pteroglossus bailloni), kosowiec większy (Tijuca atra) i krępomrowiec piegowaty (Dysithamnus stictothorax). Większość gatunków wyszczególnionych przez BirdLife International to niezagrożone gatunki spełniające kryterium A3 – „gatunki ograniczone do danego biomu”. Przykładami są przepiór brazylijski (Odontophorus capueira), kolibry: pustelnik łuskogardły (Phaethornis eurynome), nektareczek czarny (Florisuga fusca), bielczyk (Leucochloris albicollis) i brylancik rdzawosterny (Clytolaema rubricauda), przedstawiciel kraskowych – piłodziób rdzawogłowy (Baryphthengus ruficapillus), tukanik plamodzioby (Selenidera maculirostris), modrogrzbiecik tęposterny (Chiroxiphia caudata), wiele tyrankowatych, np. murawnik białobrody (Polystictus superciliaris) i tyraneczek uszaty (Myiornis auricularis).
Do parku nawiązuje angielska nazwa koszykarza płowego (Asthenes moreirae) – Itatiaia Thistletail.

## Turystyka
W roku 1999 park odwiedziło 84 315 turystów, zaś w 2009 – 100 454 turystów. Był wtedy 6. pod względem ilości turystów parkiem narodowym Brazylii. Na obszarze parku znajduje się Museum of the Visitors’ Centre, gdzie dostępne są eksponaty botaniczne, zoologiczne i geologiczne dotyczące nie tylko parku, ale i regionu.
Jedna z głównych dróg parku i przejezdna dla zwykłych samochodów wiedzie od południowego wejścia do Hotel d’Ype. Przy ulicy leżą 3 hotele, budynek administracji parku i muzeum, zaś dalej między ścieżkami odchodzącymi na wschód znajduje się kolejny hotel – Itatiaia Park Hotel.
Przy południowej granicy parku przebiega droga BR-116 (nazywana „Via Dutra”), zaś przy zachodniej granicy parku odchodząca od niej BR-354. Z głównych ścieżek wymienić można Três Picos Trail, wiodącą do Três Picos. Z wysokości 1662 m n.p.m. obejrzeć można dolinę rzeki Paraíba. Drugą ścieżką jest biegnąca przez cały park trasa możliwa do przebycia samochodem terenowym. Łączy ulicę dochodzącą do Hotel d’Ype z północnym wejściem do parku.